# Driss Maazouzi
Driss Maazouzi, arab. ادريس معزوزي (ur. 20 października 1969 w Meknesie) – francuski lekkoatleta pochodzenia marokańskiego, specjalizujący się w biegach średniodystansowych, dwukrotny uczestnik letnich igrzysk olimpijskich (Atlanta 1996, Sydney 2000). Sukcesy odnosił również w biegach przełajowych.

## Sukcesy sportowe
- siedmiokrotny mistrz Francji w biegu na 1500 metrów – 1995, 1996, 1997, 1998, 1999, 2000, 2001[1]
- czterokrotny mistrz Francji w biegu przełajowym na krótkim dystansie – 1998, 1999, 2000, 2002
- halowy mistrz Francji w biegu na 1500 metrów – 2003[2]

| Rok               | Miasto           | Zawody                                    | Konkurencja             | Wynik                     |
| W barwach Maroka  | W barwach Maroka | W barwach Maroka                          | W barwach Maroka        | W barwach Maroka          |
| ----------------- | ---------------- | ----------------------------------------- | ----------------------- | ------------------------- |
| 1996              | Atlanta          | Igrzyska olimpijskie                      | bieg na 1500 m          | 10. miejsce               |
| 1997              | Bari             | Igrzyska śródziemnomorskie                | bieg na 1500 m          | złoty medal               |
| W barwach Francji |                  |                                           |                         |                           |
| 1999              | Sewilla          | Mistrzostwa świata                        | bieg na 1500 m          | 8. miejsce                |
| 2000              | Sydney           | Igrzyska olimpijskie                      | bieg na 1500 m          | 11. miejsce               |
| 2001              | Edmonton         | Mistrzostwa świata                        | bieg na 1500 m          | brązowy medal             |
| 2001              | Brema            | Puchar Europy                             | bieg na 3000 m          | 1. miejsce                |
| 2003              | Birmingham       | Halowe mistrzostwa świata                 | bieg na 1500 m          | złoty medal               |
| 2004              | Heringsdorf      | Mistrzostwa Europy w biegach przełajowych | drużynowo indywidualnie | złoty medal brązowy medal |
| 2005              | Tilburg          | Mistrzostwa Europy w biegach przełajowych | drużynowo indywidualnie | złoty medal brązowy medal |
| 2006              | San Giorgio      | Mistrzostwa Europy w biegach przełajowych | drużynowo               | złoty medal               |

## Rekordy życiowe
- bieg na 800 metrów – 1:46,3 – Caluire-et-Cuire 31/05/1996
- bieg na 800 metrów (hala) – 1:51,33 – Mondeville 31/01/2004
- bieg na 1000 metrów – 2:15,26 – Nicea 17/07/1999
- bieg na 1000 metrów (hala) – 2:21,38 – Liévin 03/03/2006
- bieg na 1500 metrów – 3:31,45 – Monako 19/07/2002
- bieg na 1500 metrów (hala) – 3:36,93 – Ateny 06/03/2003
- bieg na milę – 3:51,79 – Bruksela 25/08/2000
- bieg na 2000 metrów – 4:55,55 – Berlin 31/08/2001
- bieg na 2000 metrów (hala) – 5:09,30 – Aubière 09/02/2007
- bieg na 3000 metrów – 7:36,21 – Paryż 29/07/1998
- bieg na 3000 metrów (hala) – 7:58,45 – Liévin 23 Feb 2003
- bieg na 5000 metrów – 13:30,34 – Sewilla 08/06/2002